# Pedrinhas (navio)
O Pedrinhas foi um navio mercante brasileiro afundado durante a Segunda Guerra Mundial pelo submarino alemão U-203, no dia 26 de junho de 1942. Foi o 12º ataque contra navios brasileiros e um dos poucos casos em que não houve mortes.

## O navio
Construído em 1935, no estaleiro Lithgows em Glasgow, sob encomenda da Cia. de Cabotagem de Pernambuco, sua proprietária, o Pedrinhas era o navio mais novo da marinha mercante na ocasião, embora não fosse um dos maiores.
Possuía arqueação bruta de 3 666 toneladas, comprimento de 106,8 metros, largura de 15,3 metros e calado de 7,1 metros. Feito com casco de aço, era propelido por um motor de tripla expansão, fazendo-o alcançar a velocidade de 9 nós.

## Afundamento
Por volta das 17 horas locais (23:17 pelo Horário da Europa Central), do dia 26 de junho de 1942, o navio, comandado pelo Capitão-de-Longo-Curso Ernesto Mamede Vidal e com uma carga de algodão e de óleo de mamona embarcada nos portos de Santos e no de Recife, navegava no Atlântico Norte, rumo a Nova York, a cerca de 300 milhas a nordeste de Porto Rico, quando foi atingido por um torpedo disparado pelo U-203, comandado pelo Capitão-Tenente Rolf Mützelburg. Com a tripulação nas baleeiras, o navio ainda foi atingido por 22 disparos da arma do deck do submarino. O vapor foi atacado porque possuía em seu deck um canhão de 120 mm, sendo então considerado uma ameaça.
A tripulação de 44 civis e os quatro militares que guarneciam o canhão vagou à deriva nas baleeiras por 84 horas até ser salva por navios de patrulha norte-americanos e levada para Porto Rico.